# Parapholidoptera signata
Parapholidoptera signata är en insektsart som först beskrevs av Brunner von Wattenwyl 1861.  Parapholidoptera signata ingår i släktet Parapholidoptera och familjen vårtbitare. Inga underarter finns listade i Catalogue of Life.